# Mount Paine
Mount Paine ist ein wuchtiger und 3330 m hoher Berg mit abgeflachtem Gipfel im westantarktischen Marie-Byrd-Land. Er ragt im westlichen Teil der La Gorce Mountains auf.
Die von Quin Blackburn (1900–1981) geleitete geologische Mannschaft bei der zweiten Antarktisexpedition (1933–1935) des US-amerikanischen Polarforschers Richard Evelyn Byrd entdeckte ihn. Namensgeber ist Stuart Douglas Lansing Paine (1910–1961), Navigator und Funker dieser Mannschaft.